# Culicoides saboyae
Culicoides saboyae är en tvåvingeart som beskrevs av Cornet 1970. Culicoides saboyae ingår i släktet Culicoides och familjen svidknott.
Artens utbredningsområde är Senegal. Inga underarter finns listade i Catalogue of Life.